# Trends (tijdschrift)
Trends is een Belgisch Nederlandstalig financieel-economisch weekblad, uitgegeven door Roularta Media Group. Trends-Tendances is de Franstalige tegenhanger met een aparte redactie. In 2009 hadden beide samen een oplage van ongeveer 52.000 exemplaren (en een betaalde verspreiding van 38.000). In 2011-2012 bedroeg de oplage 58.000 exemplaren of 248.000 lezers. Binnen Roularta is Trends nauw verbonden met het tijdschrift Knack en televisiezender Trends Z (voorheen Kanaal Z).
Trends bekroont jaarlijks de Manager van het Jaar en publiceert een top 100.000 van de Belgische bedrijven. Tussen 2004 en 2009 bracht het blad ook een lijst van de 25 machtigste vrouwen in Vlaanderen.

## Geschiedenis
In 1972 ging Rik De Nolf aan de slag bij Roularta als directeur magazines en lanceerde in 1975 Trends Magazine.  De Franstalige tegenhanger Trends-Tendances werd in 1976 gelanceerd door uitgeverij Biblo, waarbij Roularta instond in voor het drukwerk en de reclameregie. Beide zakenbladen zijn geïnspireerd op het Amerikaanse Forbes, vandaar de gelijkaardige vormgeving. De redacties zijn evenwel onafhankelijk, hoewel sommige themadossiers werden uitgewisseld.
Lode Claes was lange tijd directeur met hoofdredacteur Frans Crols, die nadien directeur werd. Hoofdredacteur na hem werden Piet Depuydt en Johan Van Overtveldt. Bekende journalisten zijn Erik Bruyland, Daan Killemaes, Alain Mouton, Jozef Vangelder, Bruno Leijnse en Hans Brockmans.
| Tijdspanne   | Hoofdredacteur (nl)                  |
| ------------ | ------------------------------------ |
| 1975 - ?     |                                      |
| 1979 - ?     | Frans Crols                          |
| 1995 - 1996  | Erik Bruyland                        |
| 1996 - 1999  | Eric Bruyland & Johan Van Overtveldt |
| 1999 - 2000  | Eric Bruyland                        |
| 2000 - 2007  | Piet Depuydt                         |
| 2007         | Frans Crols                          |
| 2007 - 2009  | Guido Muelenaer                      |
| 2009 - 2010  | An Goovaerts                         |
| 2010 - 2013  | Johan Van Overtveldt                 |
| 2013 - 2020  | Daan Killemaes                       |
| 2020 - 2024  | Wim Verhoeven                        |
| 2024 - heden | Stijn Fockedey                       |

## Columnisten
- Marc Buelens
- Frans Crols
- Peter De Keyzer
- John Dejaeger
- Geert Noels
- Jan Van Dyck
- Marcel van Meerhaeghe
- Willy Van Ryckeghem
- Jef Vuchelen
- Mark Eyskens

## Trends Gazellen
De Trends Gazellen zijn een jaarlijkse ranglijst van de snelst groeiende bedrijven. Per provincie wordt bovendien de titel van Trends Gazellen Ambassadeur toegekend in drie categorieën (grote, middelgrote en kleine bedrijven).